# Комунистическа съпротива във Вардарска Македония
Комунистическата съпротива във Вардарска Македония (на македонска литературна норма: Народноослободителна Борба на Македонија) включва политическата и военна кампания на ръководените от комунистите сили на територията на Вардарска Македония. В периода 1941 – 1944 година се формира партизанско комунистическо движение в границите на Вардарска Македония, доминирано от Югославската комунистическа партия, и довело до възстановяването на Югославия след края на войната. Датата, приета за начало на така наречената война – 11 октомври, е официален празник в Северна Македония. В пропагандната и историческа литература в страните от бивша Югославия тази съпротива се обозначава като Народоосвободителна война на Македония.
Главна роля във въоръжената съпротива през втория период на кампанията играе т.нар. Народноосвободителна войска на Македония (НОВМ), наричана също Македонска народоосвободителна армия и Народоосвободителна армия на Македония. Тя е ръководена от Главния щаб на Народоосвободителната армия и партизанските отряди на Македония (Главен щаб на НОВ и ПОМ). Партизанските отряди във Вардарска Македония прерастват в НОВМ с течението на войната. Датата на основаването на най-голямата бойна единица – Партизански батальон Мирче Ацев, 18 август 1943 година се чества като Празник на армията в Северна Македония.
Долуописаните партизански действия в периода 1941 – 1944 година представят официалната гледна точка в бивша Югославия и съвременна Северна Македония. В този период в борба с български полицейски и военни органи загиват точно 445 души, членове на Комунистическата партия на Македония. Историци като Коста Църнушанов доказват, че в това движение, особено до пролетта на 1943 година, са били свръхпредставени спрямо дела си в населението сърбите, сърбоманите, черногорците и албанците, като също така са участвали значим брой избягали съветски военнопленници, словенци, и след капитулацията на Италия – бивши италиански военнослужещи, а през 1944 година, когато войната трайно се е обърнала в ущърб на Германия, в партизанското движение се включват много македонски българи с цел да подкопаят отвътре планираното за след войната създаване на македонска нация на противобългарска основа. А в Северна Македония след отделянето ѝ от Югославия понякога се появяват исторически оценки за конфликта като за Гражданска война.

## Предистория
Силите на Оста разгромяват Кралска Югославия между 6 – 17 април 1941 година и след 19 април 1941 година в голяма част от региона се установява българска власт, посрещната със симпатия и одобрение от мнозинството македонци и организираните за целта Български акционни комитети. Между 21 и 22 април се състои конференция във Виена между Йоахим фон Рибентроп и граф Галеацо Чано е определена демаркационната линия между България и италианския протекторат Албания. Италианската окупационна зона включва градовете Тетово, Гостивар, Струга, Дебър и Кичево, общо 4314 km2 с 232 000 души, а България – Охрид и Ресен. На 12 август 1941 година демаркационната линия между България и Албания претърпява промяна, като България получава и Пещани.
Междувременно Покрайненският комитет на Югославската комунистическа партия за Македония (ПКМ), начело с Методи Шатаров – Шарло, отхвърля директивата да започне въоръжена съпротива и отказва да приеме българската войска за окупаторска. Обаче Прилепският местен комитет, ръководен от сина на сръбски колонисти Благойе Ристич – Бале подкрепя отбраната на страната, преоблича сръбските войници в цивилни дрехи, за да ги спаси от плен, седмици преди началото на българското управление започва да води противобългарска пропаганда сред населението, призовава за бойкот на Софийския университет и укрива сръбските колонисти и собствеността им – дори тези от тях, извършвали в междувоенния период престъпления против местното славянско население в Македония, но Ристич и семейството му са изселени във Сърбия. След като Германия напада СССР на 22 юни 1941 година под натиск на Коминтерна във Вардарска Македония започва изграждането на въоръжена съпротива. На 22 август 1941 година Методи Шатаров организира партизански отряд край Скопие, който напада българска полицейска част край Богомила и иззема взривни вещества от мина Радуша на 8 септември. Въпреки това пробългарски настроеният Методи Шатаров е сменен през септември като лидер на ПКМ от проюгославски ориентираните Мирче Ацев, Страшо Пинджур, Лазар Колишевски, Стив Наумов и Кузман Йосифовски – Питу.
Още на 2 август комунистите в Скопие, Битоля, Прилеп и други градове правят опит да издигнат трибуни, да раздават листовки в защита на СССР и други, но са осуетени бързо от полицията. На 15 септември при Гостиражни е нападнат жп военен пост, при който са ранени двама военни и след това участниците се разбягват. На 8 октомври властта блокира Прилеп и арестува част от участниците в акцията.

## Партизански действия 1941 – 1942 година
На 30 август ПКМ създава нови партизански отряди в Куманово и Прилеп. На 11 октомври 1941 година прилепският партизански отряд „Гоце Делчев“ атакува българското полицейско управление в Прилеп. Събитието се чества като официален празник в Северна Македония – „Ден на народното въстание“, т.е. символичното начало на Народоосвободителната война на Македония – като тя започва най-късно в сравнение с тази в другите бъдещи югославски републики, където започва през юли. Прилепският отряд успява да осъществи само още една акция в село Царевик, а в декември 1941 година заради усамотеността си е принуден да се раздели на три групи – Скопска, Тиквешка и Битолска, и е загубил двама убити. Кумановският партизански отряд действа в Скопско, но в средата на октомври 1941 година е разбит край Водно от българската полиция само след седмица съществуване, губейки общо 10 убити партизани от 40 участващи, но е реорганизиран през 1942 година. Според архивите на АМВР прилепският и два отряда в Кумановско са разбити, съответно в Скопска църна гора, Беляковци и Козяк, като до края на 1941 година всеки опит за партизански действия е пресечен от властта. През 1942 година партизански отряди са организирани в Егейска и Пиринска Македония, съответно под водачеството на Комунистическата партия на Гърция (КПГ) и БКП. От партиен документ от 7 януари 1942 година става ясно, че през 1941 година се е планирало създаването на 7 – 8 партизански отряда с между 300 и 400 партизани, докато в действителност във Вардарска Македония са създадени 3 с между 80 и 90, като в Куманово е бил разделен на две чети и с 40 партизани, в Скопие – около 20, и в Прилеп – 30, като Скопският е бездействал през лятото и се саморазпуска в началото на ноември, а Кумановският и Прилепският отряд са загубили около 58 арестувани партизани. От Кумановския отряд са пленени 20 пушки, 2 автомата и голямо количество боеприпаси, а от Скопския след непрекъснатите провали са иззети 9 пушки, 2 автомата, 10 револвера, ръчни бомби, взривни устройства и около 120 килограма експлозив.
През 1942 година организацията се ръководи от Бане Андреев, като постига известни успехи. Числеността на петте създадени чети надвишава 200 души, които главно действат в Скопска област. Въпреки това българската полиция бързо влиза в следите им и арестува голяма част от ятаците на партизаните, като така значително намалява ефективността им.
През май 1942 година на връх Лисец е формиран Партизанският отряд „Пере Тошев“, който води сражения с полицията край Лисец, Крива круша и Войница. През юли 1942 година отрядът се влива в новосформирания Втори прилепски отряд „Димитър Влахов“, с който действат край връх Мукос (Бабуна). През септември 1942 година на връх Червена стена е създаден Трети прилепски отряд Гьорче Петров, но скоро след това е разбит.
На 22 април 1942 година в битолското село Лавци е създаден Пелистерският партизански отряд, но след няколко дни е разпръснат от полицията край Орехово. На 6 юни 1942 година край Златари на Бигла е формиран Битолско-преспанският партизански отряд „Даме Груев“. На 2 август 1942 година отрядът атакува български войници в Смилево, а по-късно и полицейска станция в Кажани. През ноември 1942 година отрядът се разделя на три – в Бигла, Горна и Долна Преспа.
На 16 април 1942 година край Крушево е формиран Партизанският отряд „Питу Гули“, участвал в няколко сражения с полицията край Прибилци, Кочище и Цер. През септември 1942 година е организиран Вторият битолски партизански отряд „Яне Сандански“, развиващ активна пропаганда сред местното население и извършил атака над български войници край железопътната гара в Беранци през декември. През октомври 1942 година в Шар планина край Тетово македонски и албански партизани организират общ отряд. Същата година е организиран и партизански отряд край Маврово. Млади комунисти от Щип се събират в Плачковица, за да организират партизански отряд, но са разбити от полицията преди да получат оръжие. Успешните действия на българската тайна полиция не позволява формирането на партизански отряди в Струмица и Кочани.
Партизанската дейност през 1942 година се координира от Главния щаб на НОВ и ПОМ, основан през юли 1942 година с ръководител бившия кралски генералщабен майор Михайло Апостолски. До края на 1942 година действат общо 9 партизански отряди във Вардарска Македония в планински райони край градовете Прилеп, Скопие, Крушево и Велес, както и в обявената за свободна територия Преспа.

## Югославска активизация 1943 година

### Политическа дейност
Увеличаващите се партизански отряди извършват незначителна съпротивителна дейност във Вардарска Македония. Поради липсата на масовост, добро управление и организационно-технически умения не е възможно да се проведе мащабна борба срещу официалната власт. На помощ на Главния щаб на НОВ и ПОМ са изпратени квалифицирани теоретици и инструктори от ЦК на ЮКП през 1943 година като Светозар Вукманович – Темпо, който е личен представител на Йосип Броз Тито в Македония. Той има важна роля за разрастването на съпротивителното движение, за отстраняване влиянието на БКП и потискането на автономистичните идеи на някои македонски дейци в областта.
Ръководството на Покрайненския комитет на ЮКП за Македония основава Македонската комунистическа партия на 13 март 1943 година в окупираното от Фашистка Италия Тетово, която да представлява волята на македонския народ по време на антифашистката борба за национално освобождение. ЦК на МКП е съставен от Страхил Гигов, Кузман Йосифовски – Питу, Цветко Узуновски, Мара Нацева и Бане Андреев. ЦК на МКП анализира военната и политическата ситуация във Вардарска Македония и решава директно да започне военни действия заедно с въоръжените отряди. Разпределени са пет оперативни зони и са установени директни връзки със съпротивителните движения в Албания, България и Гърция. Към съществуващите 11 партизански отряди са създадени нови 8 отряда през лятото на 1943 година, които имат присъствие в района на Дебърца, Преспа, Куманово, Тиквеш и Гевгели. Това позволява на Националноосвободителните комитети да организират по-големи военни единици, както е решено на проведеното в Италианската окупационна зона Преспанското съвещание от 2 август 1943 година. Редовни и големи военни формирования са създадени като част от Народоосвободителната войска на Македония (НОВМ), а изпълнителен комитет започва подготовка за формиране на Антифашистко събрание за народно освобождение на Македония (АСНОМ), което се самоопределя за ръководен орган във Вардарска Македония в периода август 1944 година до края на Втората световна война.

### Формиране на Народоосвободителната войска на Македония
След Преспанската конференция на 18 август 1943 година в разположената в Италианската окупационна зона Славей планина е създаден батальонът „Мирче Ацев“ – като дотогава Вардарска Македония е единствената част на Югославия освен Косово, където такива формирования не съществуват. На 24 септември 1943 година е формиран батальонът „Страшо Пинджур“ в Кожух планина, на 30 септември – Дебърският младежки батальон, на 11 ноември край Битоля – батальонът „Стив Наумов“, и на 1 декември 1943 година в Куманово – батальонът „Орце Николов“.
Последователно територията на Вардарска Македония е разделена на оперативни зони:
- Първа (Тетовско-Гостиварско, Мавровско, Кичевско и Дебърско),
- Втора (Пелагония, Преспа, и Охридско-Стружкия край),
- Трета (Велешко, Тиквешко, Гевгелийско и Мориовско),
- Четвърта (Източна Македония) и
- Пета (Скопско, Кумановско и Кривопаланечко).

В Кичевско започва дейност Кичевско-Мавровският партизански отряд, а от юни и албанският Втори Кичевско-Мавровски отряд. В Азот действат остатъците от Велешко-прилепския народоосвободителен партизански отряд „Димитър Влахов“, създадени са Гевгелийският народоосвободителен партизански отряд „Сава Михайлов“ и Тиквешкият народоосвободителен партизански отряд „Добри Даскалов“, а в Битолско партизанските отряди до края на годината се обединяват в Народоосвободителния батальон „Стив Наумов“. Във Виница е разбит новосъздаденият Брегалнишки партизански отряд, а Шарпланинският отряд прераства във Втори косовски-метохски народоосвободителен батальон „Борис Вукмирович“, който обаче скоро след това е разбит. Общо на територията на Вардарска Македония има 8 отряда и няколко малки партизански групи.
На 8 септември Фашистка Италия капитулира, а гарнизоните и в Гостивар, Дебър, Кичево и Любойно са разграбени. Изтеглящите се от Западна Македония към Албания италиански части са нападани от формирования на НОВМ. Много оръжие и муниции са пленени, което откива възможност за формиране на нови батальони и дори на бригади. След обезоръжаването на италианските части голяма част от територията между Гостивар, Струга и Охрид, включително градовете Дебър и Кичево, попада под властта на партизаните. Властта е поета от временна народна власт, ръководена от Националноосвободителните комитети. Развива се широка пропагандна дейност сред населението, мъжкото население се мобилизира в бойните отряди, а жените – в Антифашистки фронт на жените. През октомври 1943 година Главният щаб на НОВ и ПОМ оповестява манифест, с който призовава македонския народ и всички други националности в Македония – армъни, албанци и турци да се присъединят към Народоосвободителната войска на Македония за извоюване на обединена в етнографските си граници Социалистическа република Македония. Манифестът също се обявява за война със сръбските, албанските и български реакционистки елементи, докато в същото време е обещавал създаване на „Братство и Единство“ с българския народ и създаване на „братски съюз на балканските народи, в който да се включи“, основан на „националните равноправие и право на самоопределяне“, с цел местното население да бъде накарано да повярва, че целта е създаване на Балканска федерация след войната, където Вардарска Македония политически ще бъде единна с България, а дебългаризацията от Кралство Югославия няма да бъде възобновявана.
През лятото на 1943 година се провеждат срещи между Националния освободителен фронт (ЕАМ) и Албанската съпротива. Светозар Вукманович – Темпо предлага формирането на общ Балкански генерален щаб с върховна власт на партизанските движениея в Югославия, Албания, България и Гърция. Темпо иска признаване на правото за самоопределение на славяноговорещото население в Егейска Македония, а също и разрешение партизани от Вардарска Македония да развиват дейност сред славянското население в Беломорския дял на областта. В резултат през декември същата година е формиран Славяномакедонския народоосвободителен фронт (СНОФ).
На 11 ноември 1943 година в село Сливово е сформирана Първа македонско-косовска бригада под командването на сръбския генерал Петър Брайович, предвоенен подпоручник на Военната кралска академия в Белград от Цетине, и с политкомисар сръбския студент Мита Милкович, мнозинството от чиито бойци са били в редовете на косовските батальони „Рамиз Садич“ и „Борис Вукмирович“ и други бойци, чиито произход не е от местното славянско население в Македония, с район на действие Дебърца, Маврово, Ростуше в Италианската окупационна зона. Немското командване поема настъпление към обособената от партизаните зона заради стратегическото ѝ разположение по пътя от Скопие за Северна Гърция и скоро след това възстановява контрола в района. За да избегнат тотално унищожение, висшето ръководство на НОВМ и ЦК на МКП взимат решение да се изтеглят през Преспа в Северна Гърция през декември 1943 година. Тогава във Вардарска Македония са извършени 3 саботажа – нападения на жп линията между Куманово и Прешево, в район със значителен брой сърбомани, като първото нападение е извършено край сърбоманското село Табановци.

### Вардарска Македония през 1943 година
България успява да спаси еврейското си население от 48 хиляди души от депортация в концентрационни лагери по време на Втората световна война, но под натиск от Германия е задължена да депортира евреите от новозавзетите земи, които нямат българско гражданство (Виж: Холокостът в България). Българското правителство е отговорно за депортирането на около 7000 евреи от Вардарска Македония, главно от градовете Скопие и Битоля. Засилването на държавната централизация, суровото военновременно управление и обратът постигнат от Съюзническите сили във Втората световна война водят до разрастването на партизанското движение сред населението на Вардарска Македония, но въпреки това то остава относително слабо – в интервю с Тито през пролетта на следващата година той споменава, че Югославските партизани във Вардарска Македония са между 500 и 1500 души или до 0,05% от жителите на областта. Българските власти организират специални жандармерийски отряди за борба с партизанските отряди. Отделно бивши членове на ВМРО създават „Охрана“ в Егейска Македония за борба с гръцките партизани. По това време започват преговорите между Иван Михайлов и Германия за формиране на Независима република Македония.
Отделно за справяне с партизанските отряди вътрешният министър на България Петър Габровски одобрява предложения от скопския полицейски началник Стефан Симеонов план за създаване на контрачети. Първата контрачета е създадена във Велес в края на 1942 година от македонски българи и е въоръжена от българската полиция. През август 1944 година действат 200 такива чети.

## Партизански действия 1944 година

### Февруарската кампания
След организираното преминаване на Народоосвободителна войска на Македония в западна Егейска Македония основните партизански сили се съсредоточават в района на Мъглен. Партизанските отряди, активни в Гевгелийско и Тиквешко, също преминават границата на Гърция и се съединяват с основните сили на НОВМ. На срещи с представители на ЕЛАС и Гръцката комунистическа партия са постигнати споразумения за разширяване дейността на СНОФ и организирането на нови партизански отряди от славомакедонци. На 20 декември 1943 година във Фущани е организирана Втора македонска ударна бригада, съставена от три батальона от Трета оперативна зона, сред които и Войнишкият партизански батальон „Христо Ботев“. Масовото струпване на сили на НОВМ дава повод за масово настъпление на български и германски сили в района на Мъглен и Кожух планина и за сражения в периода 26 декември – 18 януари 1944 година, като според югославски източници всичките българо-германски атаки са отблъснати.
След тези сражения Генералният щаб на НОВМ взима решение за офанзива в три фази в централна и източна Вардарска Македония, известна като Февруарския марш. Според плана, Втора македонска ударна бригада провежда набези от 31 януари до средата на 1944 между Кожух планина, Гевгели и Демир Капия, като смущава българската власт и затваря българските училища в отделни села. Също на 31 януари 1944 година Първа македоно-косовска ударна бригада започва настъпление към Велешко и Поречие, но е разбита от две български дивизии на Пета армия веднага след като преминава границата. До 14 февруари бригадата се изтегля в Гърция, като създава празно пространство Трета бригадна група заедно с МКП и Генералния щаб на НОВ и ПОМ да преминат през източна Македония и между 31 януари – 23 февруари, в лоши метеорологични условия, изминават 400 километра от Сборско до Куманово. Там правят връзка с партизанските сили от Пчиня и българската съпротива. Войнишкият партизански батальон „Христо Ботев“ преминава под българско командване и на 26 февруари 1944 година в Жегляне Трета бригадна група се обединява със съществуващите два македонски батальона в Куманово в Трета македонска ударна бригада, която се превръща в най-голямата партизанска формация в Македония и Южна Сърбия. След среща в манастира Прохор Пчински е решено Южно моравските и косовските партизански отряди да преминат под командването на Генералния щаб на НОВМ като най-организиран и опитен. Първата задача, която си поставят след срещата, е унищожаването на сръбското четническо движение в Североизточна Македония и Пчиня, което до този момент не позволява формирането на комунистическа съпротива в тези райони.

### Прочистване на Вардарския корпус на четниците и действия в югоизточна Сърбия
Още през 1941 година са организирани няколко въоръжени чети във Вардарска Македония от сръбски лоялисти. Такива малки групи са организирани във Велес, Прилеп и Струмица от военни ветерани и бивши четнически лидери, но са разбити до средата на 1942 година от Българската армия. В началото на 1943 година Дража Михайлович изпраща лейтенант Миливое Търбич в Македония с цел да унищожи приближените на Коста Пекянец и да организира силно четническо движение. Миливое Търбич създава комитети в Скопие, Велес, Кичево и Гостивар и започва набирането на доброволци сред сърбоманското население. Скоро след това е формиран Вардарският четнически корпус с ръководител Стоян Кръстич от Прилеп, който набира до 8000 доброволци във Вардарска Македония. Четническият корпус започва да преследва партизанските формирования на НОВМ, а Християн Тодоровски – Карпош получава за цел да унищожи четническите формирования в Скопска Църна гора край Скопие и Козяк край Куманово. Той атакува силите на четниците три пъти, а най-важна е битката край Драгоманче от края на 1943 година, с която се слага край на четническото присъствие в Кумановско. В края на януари и четниците в Кичево и Скопска Църна гора са обезоръжени от партизаните на НОВМ. Четническата бригада в Пореч също капитулира и се влива в Поречкия партизански батальон. Въпреки пораженията четниците успяват да заемат позиции в селата на Козяк, граничещи със Сърбия, и успешно затрудняват преминаването на силите на НОВМ в района.
В края на януари 1944 година Висшето командване на НОВМ предприема решителна офанзива с цел да унищожи останалите сили на Вардарския четнически корпус. На 29 февруари 1944 година партизаните от Трета македонска ударна бригада атакуват фланговете на четниците от север, запад и юг, докато Войнишкият партизански батальон „Христо Ботев“ удря четниците от изток. Край Сеяце четниците са разбити – 46 души са застреляни, 7 се удавят в Пчиня, а 97 четници и 5 офицери са пленени. На 3 март 1944 година край Ново село е разбита друга чета: Стоян Кръстич и 11 четници са убити, други 30 са пленени заедно с над 100 пушки и амуниции. След тези решителни сражения четническата организация на Дража Михайлов престава да съществува във Вардарска Македония. След успешната акция на 26 април 1944 година Трета македонска ударна бригада заедно с косовски партизански отряд успешно атакува Ристовац, Сърбия, където убива 130 български войници и пленява други 20. Още на 3 април 1944 година бригадата атакува миньорското градче Злетово, където 100 души миньори се присъединяват към НОВМ.

### Пролетна офанзива
Като спомагателна акция на седмата офанзива срещу Титовите партизани български и германски войски, отряди на сръбски четници, гръцките ПОА и Бали Комбътар с численост 60 хиляди военен и административен персонал провеждат акции в Македония и югоизточна Сърбия Според Михайло Апостолски Първа македоно-косовска ударна бригада дава сражения на български и германски части край Завой и Велмей, след което напредва към Дебърца и отблъсква германските части оттам на 20 май 1944 година. С пристигането на свежи подкрепления бригадата се разделя на две – Първа македонска ударна бригада и Първа косовска ударна бригада, като същевременно две малки партизански отделения са изпратени да действат в Азот и Поречието. Втора македонска ударна бригада е изпратена да действа в Повардарието и в Пелагония. Между 25 април – 22 юни 1944 година бригадата напада части, позиции и гарнизони в Градешница, Тиквеш, Конопище, Демир капия, Стърмашево, Кавадарци и Неготино.
Главните транспортни и снабдителни линии за Германската армия (Вардар и Морава) и тази на Българската армия (пътя Скопие – София) остават застрашени от набези. Трета македонска ударна бригада превзема Кратово за три дни, след което дават сражения по пътя Кукуш – Църна трава на преминаващите германските части, участващи в офанзивата срещу Титовите партизани в Далмация. Край Църна трава в сраженията участва и Шеста моравска бригада. Жертвите на силите на Оста за двумесечния период на Пролетната офанзива според югославските източници са както следва: в западна Македония – 672 убити и 76 заловени войници, в централна Македония – 180 убити и 88 пленени, а в източна Македония и югоизточна Сърбия са убити 1060 и 498 войници са пленени На 23 юли 1944 година в Плачковица е формирана Четвърта македонска ударна бригада, която има за цел да се свърже със съпротивителното движение в западна България.
В началото на август 1944 година в Поречието е окомплектована Пета македонска ударна бригада, а само след седмица бригадата успешно прочиства областта от остатъци на сръбските четници. В Западна Македония се сформира Шеста македонска ударна бригада, която започва да преследва въоръжените сили на Бали Комбътар. До края на август са сформирани и 7-а, 8-а, 9-а и 10-а ударни бригади. В село Шешково три бригади основават Първа македонска дивизия.

### Политическа дейност
Според Денчо Знеполски в началото на август югославски комунисти поставят въпроса бригада „Георги Димитров“ да остане на територията на Македония, за да се активизира дейността на местното население, което според югославяните е българско. В края на август обаче Васо Смаевич и Живоин Николич му казват, че всички партизански единици на територията на Македония и Сърбия (Царибродския и Босилеградския отряд) трябва да минат под югославско командване съгласно решенията на Техеранската конференция. На 2 август 1944 година започва първата сесия на АСНОМ в манастира „Св. Прохор Пчински“. Надеждите на Йосип Броз Тито президиумът на АСНОМ да бъде доминиран от хора с проюгославска ориентация не се реализират. За председател е избран Методи Андонов-Ченто, за подпредседател Панко Брашнаров, които се стремят да запазят максимална независимост от ЮКП и дават приоритет за обединението на областта Македония в една държава Някои източници твърдят, че Ченто прави опити да създаде независима македонска държава с помощта на САЩ. АСНОМ публикува манифест, в който се обявява за независима Македония и признава македонския език за официален в бъдещата република. От този момент до края на войната АСНОМ е ръководният управляващ нелегален орган.
Манифестът на АСНОМ се явява като компромис между „максималистите“ и „минималистите“ в съпротивителното движение в Македония. Целите на максималистите са създаване на независима македонска държава, която да е в близки отношения с Югославия, но не задължително да участва в Югославската федерация. Сред застъпниците на тази идея са Методи Андонов-Ченто, Павел Шатев и Панко Брашнаров. Прякото присъединяване към Югославия те разбират като опит за сръбска доминация в Македония и предпочитат обединение в Балканска федерация или пълна независимост. Сред „минималистите“, които желаят присъединяването към Югославия са Лазар Колишевски и Димитър Влахов. Важно е да се отбележи, че и двете крила подкрепят съшествуването на самостоятелна македонска етническа идентичност.

## Развръзка на конфликта

### България обявява война на Германия
На 1 юни 1944 година Иван Багрянов съставя ново правителство на България, което започва тайни преговори с представители на Съюзниците за подписване на мир. България обявява неутралитет във войната между Нацистка Германия и СССР и започва изтеглянето на войските си от завзетите преди това области. Министърът на вътрешните работи Александър Станишев от Кукуш започва преговори с македонските партизани за създаване на независима македонска държава извън границите на бъдеща Югославия, които обаче пропадат. В същото време Иван Михайлов посещава София и след проведени консултации отпътува за Скопие. Там той престоява няколко дни и прави сондажи сред бившите структурите на ВМРО. Той се убеждава, че му липсва достатъчно подкрепа, а комунистическите партизани на Тито са във възход. Михайлов осъзнава и че Германия губи войната, а България е пред катастрофа и се отказва да създаде Независима република Македония.
Под ръководството на про-съветското правителство след Деветосептемврийския преврат от 1944 година между България и Националния комитет за освобождение на Югославия се постига споразумение за съвместни акции срещу германските войски в Югославия на среща в София от 22 септември 1944 година. Политическите проблеми между тях са оставени да се решат след окончателния край на войната, а след втората среща между правителството на ОФ и НКОЮ от 5 октомври в Крайова България демобилизира от армията македонските новобранци, достигащи в отделни батальони до 40 – 60% от личния състав. На 8 октомври започва настъплението на около 350 хиляди войници, които съставляват три от четирите мобилизирани български армии, с обща численост от 455 хил. войници. От 8 октомври до 19 ноември се провежда Страцинско-Кумановската операция – овладени са Страцин, Куманово, Скопие. По същото време се води и Брегалнишко–Струмишката операция, в резултат на която частите на Вермахта са изтласкани от Царево село, Кочани, Щип, Струмица, Велес и други селища. На 10 октомври 1944 във връзка с успешните настъпления на Червената армия в Сърбия и на българската в Поморавието на немските сили на Балканите им е наредено да се окопаят на „Зелената линия“, простираща се през Северна Далмация, Босна, западна Сърбия и Срем, което подразбира пълно изтегляне на Вермахта от Вардарска Македония, Косово, Албания и Черна гора. От 21 октомври до 30 ноември се провежда Косовската операция, при която са овладени градовете Подуево, Прищина, Косовска Митровица, Рашка и Нови пазар. До края на ноември Южна и източна Сърбия, Вардарска Македония и Косово са овладени. В документите на немското командване на Група армии Е и по спомените на нейния генерал щаб, по време на сраженията в тези области няма следа от Югославски партизански единици, но регистрират участието само на български дивизии. Основното участие на български войски в освобождението на Вардарска Македония се премълчава по политически причини в Северна Македония. Също така югославските партизани в Македония получават от българската армия продоволствия, превозни средства, гориво и медицинска помощ. Но още по време на сраженията партизански командири, като Светозар Вукманович – Темпо, Михайло Апостолски и други, се държат враждебно към българските войски и водят пропаганда против тях, отказват да координират бойните действия, разграбват българско военно имущество – камиони, леки автомобили, мотоциклети, радиостанции, нападат от засада и разграбват български военни обози.

### Финални операции на Народоосвободителната войска на Македония
През октомври 1944 година в Кумановско, Скопско и Кумановско са сформирани 12-а, 16-а и 18-а македонски ударни бригади, в източна Македония се създават 13-а, 14-а, 19-а, 20-а и 21-ва македонски ударни бригади, а в западна Македония – 15-а македонска ударна бригада. До края на 1944 година НОВМ има общо 21 македонски, една косоварска и една албанска бригади. Първа егейска македонска бригада, съставена от 1500 членове на СНОФ, преминава на територията на Вардарска Македония, след като ЕЛАС взима решение за разпускането ѝ. Освен тях, НОВМ разполага с Първа македонска кавалерийска бригада и Първа македонска автомобилна бригада, формирани с пленено оборудване, оръжие, превозни средства и коне. Между август и ноември 1944 година са формирани три инженерни бригади, които поправят пътищата за настъпващите Съюзнически войски. През октомври 1944 година в София е формиран Партизански отряд Гоце Делчев, който става част от НОВМ. Бригадите са групирани в 6 дивизии, от своя страна разпределени в три корпуса.
По данни на партизаните те влизат последователно в Струмица на 5 ноември, Щип на 8 ноември, Куманово на 1 ноември, Прилеп на 2 ноември, Битоля на 4 ноември, Ресен на 5 ноември. 48-а македонска народоосвободителна дивизия влиза в Охрид на 7 ноември 1944 г. Настъплението на партизаните съвпада с придвижването на българските армии на изток. Заради стратегическата си значимост Велес и Скопие са силно отбранявани, партизаните влизат в тях съответно на 9 ноември (12-а и 41-ва македонски дивизии) и на 13 ноември (42-ра и 50-а македонски дивизии), след което НОВМ изпраща една артилерийска и 12 ударни бригади към Западна Македония. В сражения с отряди на Бали Комбътар са превзети Кичево на 16 ноември, Гостивар на 18 и Тетово на 19 ноември. По време на тези операции 13 хил. въоръжени мъже от Бали Комбътар или около 90% от личния ѝ състав са пленени. С това територията на Вардарска Македония е освободена от присъствието на сили на Оста. Група армии Е е забавена с 14 дни, 22 гренадирска и 11-а Луфтвафе дивизия дават 10% жертви и 15% от оборудването си.
След освобождението на Вардарска Македония президиумът на АСНОМ започва да действа противно на решенията на АВНОЮ. Президентът Методи Андонов – Ченто и приближените му обсъждат идеята да превземат Солун и „да обединят македонския народ“ в една държава. Същевременно НОВМ получава заповед да изпрати войски на Сремския фронт, за да бъде завършено цялостното освобождение на Югославия. Това води до бунт лоялните на Методи Андонов – Ченто офицери в Скопие и на 26 декември 1944 година. По нареждане на Светозар Вукманович – Темпо, техните ръководители са арестувани с измама и така бунтът е потушен. След него в Скопското кале са затворени и около 1000 войници, а 72-ма от тях са разстреляни. Това е само част от започналия политически терор в Социалистическа република Македония.
Югославската тайна полиция арестува Методи Андонов – Ченто и неговите приближени, като на неговото място е поставен Лазар Колишевски, който следва изцяло проюгославска линия. Новата власт в Народна република Македония потвърждава решението на АВНОЮ за присъединяване на страната към Социалистическа федеративна република Югославия заедно с Босна и Херцеговина, Хърватия, Черна гора, Сърбия и Словения.

## Численост и състав на Народоосвободителна войска на Македония
Хронологически числеността на НОВМ през годините е както следва:
|           | Краят на 1941   | Краят на 1942 | Септември 1943 | Краят на 1943 | Август 1944 | Краят на 1944 | Март 1945 | Май 1945 |
| --------- | --------------- | ------------- | -------------- | ------------- | ----------- | ------------- | --------- | -------- |
| Численост | между 117 и 121 | 2000          | 10 000         | 7000          | 8000        | 66 000        | 83 814    | 110 000  |

Към края на август 1944 г. преди оттеглянето на Българската армия, НОВМ наброява около 8000 души. След българското оттегляне и интензифицирането на изтеглянето на германските части от Вардарска Македония НОВМ се активизира. През есента на 1944 година броят на партизаните постоянно нараства и достига в края на ноември до 66 хил. души. През март 1945 година, след мобилизация той е вече 83 814 души, а в края на войната през май 1945 достига 110 хил. бойци. Броят на жертвите от населението на Вардарска Македония по време на Втората световна война по етнически групи е следният: 7000 евреи, които са 70% от цивилните жертви. Това е най-високият дял на еврейски цивилни жертви сред всички Югославски републики и в Европа. Останалите жертви са както следва: 6000 сърби, 6000 македонски славяни, 4000 албанци и 1000 българи. От тези жертви 3000 са убитите колаборационисти, контрареволюционери и цивилни граждани неевреи – 1030 от тях загиват в резултат на Съюзнически въздушни нападения и бомбардировки, неустановен брой са убити от комунистическия терор и приписани впоследствие на „бугарскиот окупатор“, а останалите 14 хиляди са бойци от съпротивата или войници. Половината от тези 14 хиляди загиват в сражения извън територията на Македония, а от тях 5000 са македонски славяни. Броят на загиналите местни славяни през 1945 е по-висок спрямо тези от всички други етнически групи в републиката, взети заедно. Македония е единствената югославска република, в която три етнически малцинства: евреи, сърби и албанци, дават повече жертви спрямо дела си в населението от тези на титулната нация. Евреите дават най-много жертви, а сръбските и македонските са равни по брой, но при двадесет и пет пъти по-голяма численост на македонското славянско население, спрямо тази на сръбското. В някои райони загиналите във военните действия в края на войната през 1945 година са повече от общия брой на жертвите през периода 1941 – 1944 година, взети заедно. В много села за повече от 4 години война няма нито една жертва или не са дадени други, освен войници, загинали при окончателното прогонване на Вермахта от Югославия през 1945 година, като тези жертви са приписвани от Югославската и Скопската пропаганди на „борбата с бугарската фашистичка окупация“. В процентно отношение жертвите на местните славяни в Македония са 0,9% от жертвите, дадени от местното население в областта, което е най-ниският показател сред националностите в съставните части на Югославия. Част от загиналите сърбомани, сред които Александър Урдаревски, Ордан Михайловски и други, след войната посмъртно са обявени за „македонци“. Разрушенията също са най-малки в сравнение с другите югорепублики по признанията на един от приближените на Тито Едуард Кардел.

### Отряди
- Списък на партизански отряди от Македония

### Батальони
- Народоосвободителен батальон „Страшо Пинджур“
- Народоосвободителен батальон „Стив Наумов“
- Народоосвободителен батальон „Мирче Ацев“
- Воденски народоосвободителен батальон
- Дебърски младежки батальон
- Леринско-костурски македонски народоосвободителен батальон
- Първи кумановски народоосвободителен партизански батальон
- Кичевски народоосвободителен батальон
- Кичевски народоосвободителен теренен батальон

### Бригади
- Списък на бригадите на НОВЮ от Македония

### Корпуси
- Петнадесети корпус на НОВЮ (опериращ в Земун)
- Шестнадесети корпус на НОВЮ
- Брегалнишко-Струмишки корпус

### Дивизии
- Четиридесет и първа македонска дивизия на НОВЮ (Генерален щаб на Македония)
- Четиридесет и втора македонска дивизия на НОВЮ (15 корпус)
- Четиридесет и осма македонска дивизия на НОВЮ (15 корпус)
- Четиридесет и девета македонска дивизия на НОВЮ
- Петдесета македонска дивизия на НОВЮ
- Петдесет и първа македонска дивизия на НОВЮ
- Кумановска дивизия на НОВЮ
- Осма македонска дивизия на КНОЮ

## В културата
На 10 юли 2005 година българския писател Веселин Натев публикува разказа "Как македонската баба Цана плени цяла Българска бригада", осмиващ хиперболизацията на ролята, значението и мащабите на маргиналното партизанско движение в областта от страна на Югославската и Следюгославската скопска историографии и демаскира сърбоманската му идеологическа основа, а също и македонизма като цяло, правилно описвайки го като преходен етап към сърбизацията на македонските българи.